# 藤ノ木 (伊丹市)
藤ノ木（ふじのき）は、兵庫県伊丹市の町名。現行の行政地名は藤ノ木一丁目から藤ノ木三丁目。住居表示実施済み区域。2011年（平成23年）10月1日現在の人口は1,322人。郵便番号664-0847。

## 地理
伊丹市中央部。北を北河原、東を大字東桑津、南東を大字天津、南を東有岡、西を伊丹と接する。
小学校の校区は藤ノ木1丁目が伊丹市立伊丹小学校、2〜3丁目が有岡小学校に分かれている。中学校は町内全域が伊丹市立北中学校の校区に属する。

## 歴史
旧川辺郡伊丹町大字天津の一部。国鉄伊丹駅に隣接して東洋ゴム工業伊丹工場が立地していたが、2002年（平成14年）10月10日に東洋ゴムの工場跡地が再開発されダイヤモンドシティテラス（現イオンモール伊丹）が開業した。同年12月2日、大字天津より分離して住居表示を実施し藤ノ木1〜3丁目の町丁を設定する。

### 地名の由来
大字天津の小字の一つであった藤ノ木を町名に採用した。

## 交通
JR西日本福知山線の伊丹駅に至近で、線路が町域の西側を走っている。藤ノ木1・2丁目の境界は兵庫県道99号線となっており、伊丹市バスでは藤ノ木、天津、イオンモール伊丹などの停留所を町内に設置している。

## 施設
- イオンモール伊丹 - 1丁目のほぼ全域を占めている。
  - イオン伊丹店
  - TOHOシネマズ伊丹
- 伊丹市共同利用施設当田藤ノ木センター
- 東洋ゴム工業タイヤ技術センター

東洋ゴムは2015年（平成27年）に大阪市から当地へ本社を移転。
- 西菱電気本社工場
- 三和電機本社工場
- オリエント工機本社工場